# MCAT (ケーブルテレビ局)
株式会社MCAT（エムキャット、Mihara Cable Televison）は、広島県三原市をエリアとするケーブルテレビ局である。2023年3月までの商号は「三原テレビ放送株式会社」。「三原市ケーブルネットワーク施設」と「三原市情報基盤整備事業」についても、ここで述べる。
広島県内で最初に開局したケーブルテレビ局である。

## 沿革
- 1983年（昭和58年）11月26日 - 「三原テレビ放送株式会社」設立。
- 1985年（昭和60年）7月1日 - 本放送開始。
- 2007年（平成19年）4月 - 世羅町に設置許可。
- 2008年（平成20年）4月 - 「三原市ケーブルネットワーク施設」の指定管理者となる。
- 2023年（令和5年）4月1日 - 社名を「株式会社MCAT」に変更[4]。

## サービスエリア
全て広島県。
- 三原市
- 世羅町（2008年サービス開始）
  - 「せらケーブルねっと」として世羅町が設置した施設を利用して「三原テレビ放送」がサービス提供する。「中国総合通信局」の設置許可[5]は、三原テレビ放送に対してのもの。

### 三原市情報基盤整備事業
三原市情報基盤整備事業は、三原市の地域情報基盤を2005年 - 2010年にかけて整備していく計画である。（「三原テレビ放送株式会社」が整備する市街化地域と「三原市ケーブルネットワーク施設」のサービスエリア以外の整備計画）公設民営であり、工事完了地域では、三原テレビ放送がデジタル多チャンネル放送も含めてサービスを実施している。

### 三原市ケーブルネットワーク施設
2005年3月22日の合併以前の豊田郡本郷町・御調郡久井町をサービスエリアとしている施設で、旧・自治体にもそれぞれ条例が制定されていた。加入金が無料となる期間は合併後の2006年3月31日までとされた。光ファイバーによる施設であり、テレビ放送・音声告知放送・インターネット接続・加入者間電話のサービスが実施されている。テレビ放送チャンネル表の公表はなく、多チャンネルサービスは尾道ケーブルテレビによるものである。

## 主な放送チャンネル

### 地上波系列別再送信局
| NHK-G   | NHK-E   | NNN/NNS    | ANN              | JNN      | TXN            | FNN/FNS      | JAITS |
| ------- | ------- | ---------- | ---------------- | -------- | -------------- | ------------ | ----- |
| NHK広島 | NHK広島 | 広島テレビ | 広島ホームテレビ | 中国放送 | テレビせとうち | テレビ新広島 |       |

### テレビ局

#### 地上波
| デジタル | 放送局            |
| -------- | ----------------- |
| 011(1)   | NHK広島総合       |
| 021(2)   | NHK広島教育       |
| 031(3)   | 中国放送          |
| 041(4)   | 広島テレビ        |
| 051(5)   | 広島ホームテレビ  |
| 071(7)   | TSCテレビせとうち |
| 081(8)   | テレビ新広島      |
| 111(11)  | MCAT自主放送      |
| 112      | QVC               |
| 113      | お天気チャンネル  |

- アナログ2chは2011年3月まで食と旅のフーディーズTVを昼・深夜の時間帯を中心に編成して再送信した。
- 2011年7月24日 12:00過ぎまでアナログ11chにてテレビせとうちを再送信。その直後に同じテレビ東京系のBSジャパンを再送信する予定だったが、実際には再送信不可能という内容のお知らせ画面が予告なく表示された。
- テレビせとうちのデジタル再送信は2011年7月22日より開始。ただし、本郷久井・世羅町エリアは不同意となっている。
- デジタル112ch・113chは標準画質放送。

### 衛星放送
| デジタル | 放送局                   |
| -------- | ------------------------ |
| BS101    | NHK BS                   |
| BS141    | BS日テレ                 |
| BS151    | BS朝日                   |
| BS161    | BS-TBS                   |
| BS171    | BSテレ東                 |
| BS181    | BSフジ                   |
| BS191    | WOWOWプライム            |
| BS192    | WOWOWライブ              |
| BS193    | WOWOWシネマ              |
| BS200    | BS10                     |
| BS201    | BS10スターチャンネル     |
| BS211    | BS11 イレブン            |
| BS222    | BS12 トゥエルビ          |
| BS4K101  | NHK BSプレミアム4K       |
| BS4K141  | BS日テレ4K               |
| BS4K151  | BS朝日4K                 |
| BS4K161  | BS-TBS4K                 |
| BS4K171  | BSテレ東4K               |
| BS4K181  | BSフジ4K                 |
| BS4K191  | WOWOW 4K                 |
| 500      | えんてれ                 |
| 513      | フジテレビNEXT           |
| 514      | フジテレビONE            |
| 515      | フジテレビTWO            |
| 524      | 囲碁・将棋チャンネル     |
| 530      | J SPORTS 3               |
| 531      | J SPORTS 1               |
| 532      | J SPORTS 2               |
| 533      | J SPORTS 4               |
| 534      | スカイA                  |
| 535      | GAORA                    |
| 536      | 日テレジータス           |
| 537      | ゴルフネットワーク       |
| 538      | スポーツライブ+          |
| 541      | 釣りビジョン             |
| 546      | WOWOWプラス              |
| 550      | チャンネルNECO           |
| 551      | ファミリー劇場           |
| 552      | 日本映画専門チャンネル   |
| 553      | 時代劇専門チャンネル     |
| 554      | Dlife                    |
| 562      | TBSチャンネル2           |
| 563      | 衛星劇場                 |
| 564      | 東映チャンネル           |
| 565      | TBSチャンネル1           |
| 568      | ホームドラマチャンネル   |
| 569      | V☆パラダイス             |
| 570      | スペースシャワーTV       |
| 571      | Mnet                     |
| 574      | 歌謡ポップスチャンネル   |
| 581      | キッズステーション       |
| 582      | アニマックス             |
| 583      | アニメシアターX          |
| 590      | 日経CNBC                 |
| 593      | 日テレNEWS24             |
| 594      | TBS NEWS                 |
| 595      | テレ朝チャンネル2        |
| 596      | ディスカバリーチャンネル |
| 598      | ヒストリーチャンネル     |
| 820      | グリーンチャンネル       |
| 821      | グリーンチャンネル2      |
| 960      | プレイボーイチャンネル   |
| 961      | レインボーチャンネル     |
| 962      | ミッドナイト・ブルー     |
| 963      | パラダイステレビ         |
| 965      | レッドチェリー           |

- チャンネル表はMCAT公式サイトに2025年4月現在掲載されているものによる。
- ペイ・パー・ビューの番組がある。
- デジタル多チャンネル放送はJC-HITS[9]によるものである。公式サイトには記載が無い。

### ラジオ局
| 周波数 （MHz） | 放送局    |
| -------------- | --------- |
| 77.1           | HFM       |
| 82.4           | RCCラジオ |
| 83.1           | NHK FM    |
| 87.4           | FMみはら  |